# Platón Zúbov
El príncipe Platón Zúbov (ruso: Платон Александрович Зубов; 26 de noviembre de 1767 - 19 de abril de 1822) fue el último de los favoritos de Catalina la Grande y el hombre más poderoso del Imperio ruso durante los últimos años de su reinado.

## Biografía
El príncipe era miembro de la noble familia Zúbov y tenía varios hermanos. Fue a través de un pariente lejano, el mariscal de campo ruso Nikolái Saltykov, que conoció a la emperatriz. Saltykov presentó al joven oficial en la corte con el objetivo de que Zubov le ayudaría en su enemistad con el antiguo favorito de Catalina, el príncipe Potemkin.

### Favorito de Catalina II
En agosto de 1789, Catalina le escribió a Potemkin que había vuelto a la vida después de un largo sueño invernal "como lo hace una mosca". "Ahora estoy bien y estoy alegre de nuevo", añadió, hablando de su nuevo amigo, "un pequeño y moreno". "Nuestro bebé", como ella lo llamaba, "llora cuando se le niega la entrada a mi habitación", informó Catalina a Potemkin en la siguiente carta. Mientras los jóvenes subordinados se sucedían mensualmente en el corazón de Catalina, Potemkin no daba importancia a su nueva relación. Catalina tenía más de 60 años, Zúbov sólo 22. El viejo cortesano no creía que la relación duraría mucho tiempo.
Zúbov, sin embargo, logró establecer un fuerte control sobre el afecto y el carácter de Catalina. En 7 años, fue nombrado Conde y luego Reichsfurst, o Príncipe del Sacro Imperio Romano Germánico, convirtiéndose en el cuarto (y último) ruso en recibir el título. Tras la muerte de Potemkin, Zúbov lo sucedió como Gobernador General de Nueva Rusia. Como informó Fyodor Rostopchin a Semyon Vorontsov el 20 de agosto de 1795: "Aquí el conde Zúbov lo es todo. No hay otra voluntad que la suya. Su poder es mayor que el de Potemkin. Es tan imprudente e incapaz como antes, aunque la emperatriz sigue repitiendo que es el mayor genio que ha conocido la historia de Rusia".

### Vida posterior
Durante el reinado de Pablo I, Zubov viajó por Europa, donde se le mostró como una curiosidad. En Teplitz, se enamoró de la condesa de la Roche-Aymon y luego le propuso matrimonio a la princesa de Curlandia, pero fue rechazado. Tras un oscuro duelo, en el que se negó a participar y en el que su ayudante mató a José de Sajonia, hijo del príncipe Francisco Javier de Sajonia y primo de Luis XVI, Zúbov se retiró a su Palacio de Rundāle (obra de Francesco Rastrelli) en Curlandia, antigua sede de la dinastía ducal Biron. Terminó sus días viviendo recluido. Su joven viuda, Thekla Walentinowicz (1801-1873), hija de un terrateniente local, se volvió a casar con el conde Andrei Shuvalov (1802-1873), incorporando así las vastas propiedades de Zúbov a la familia Shuvalov.